# Latil TP
Der Latil TP war ein französischer Traktor. Der Hersteller Latil war in Marseille, der Hauptstadt des Départements Bouches-du-Rhône und der Region Provence-Alpes-Côte d’Azur, ansässig. Latil befasste sich seit 1898 mit dem Fahrzeugbau und war ein Pionier des Frontantriebs.

## Latil TP
Der Latil TP hatte einen vorn weit nach oben gekröpften Rahmen, um die Freigängigkeit beim Lenken der Vorderachse zu ermöglichen. Die Standardausrüstung war mit einem Pflug versehen. Nach Abbau der Pflugvorrichtung konnte er als Traktor für weitere Arbeiten eingesetzt werden.

## Technische Daten

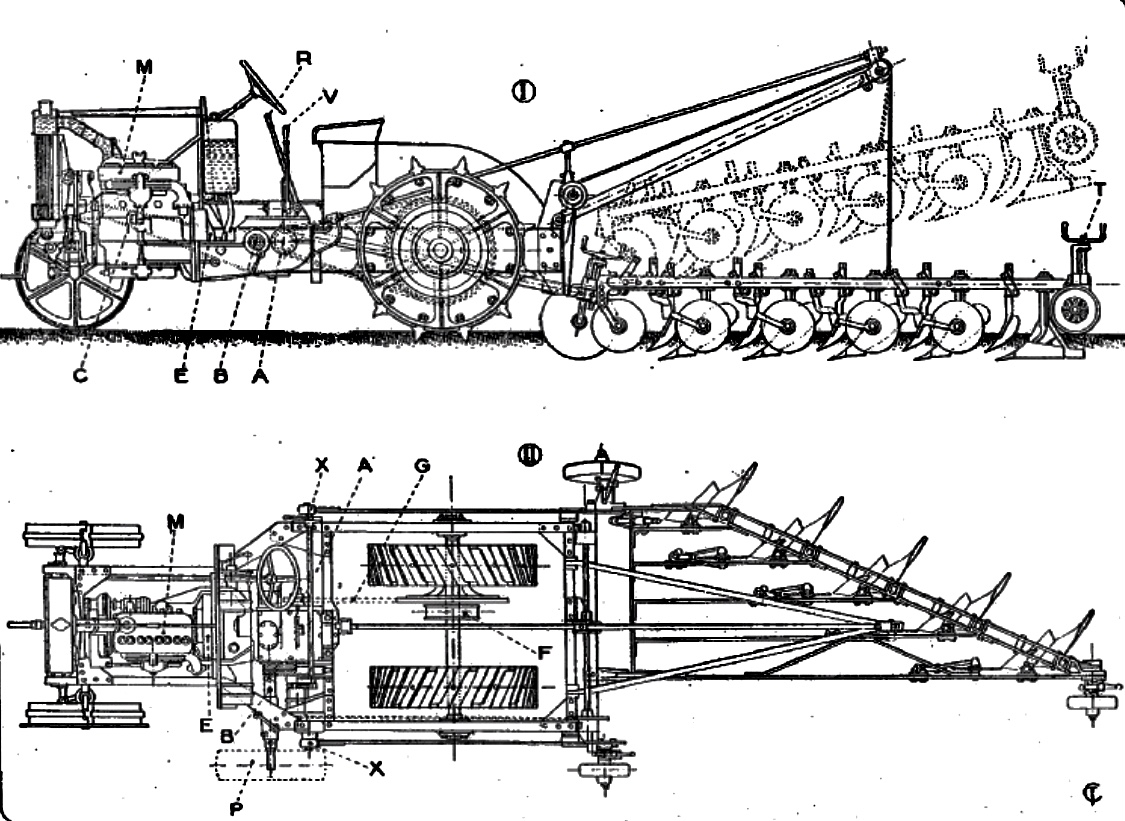
Latil TP Konstruktionszeichnung

- Vierzylinder-Benzinmotor mit Solex-Vergaser
- Hubraum: 4849 cm³
- Zylinderbohrung: 105 mm
- Hub: 140 mm
- Leistung: 35 PS
- Höchstdrehzahl: 1000/min
- Zweiganggetriebe
- Höchstgeschwindigkeit 1. Gang 3,5 km/h
- Höchstgeschwindigkeit 2. Gang 5,5 km/h
- Fahrzeuggewicht: 3180 kg
- Bauzeit: 1913–1921